# Brandy (danse et musique)
Pour les articles homonymes, voir Brandy.
Le brandy est une danse traditionnelle du Québec exécutée sous forme de contredanse et « giguée » pour toute sa durée. Cette danse est accompagnée d'une musique instrumentale distinctive.  

## Origines

### Au Québec
Ce seraient les maîtres de danse, comme Antoine Rod, qui auraient apporté le brandy au Québec au début du XIXe siècle, selon les ethnologues Simonne Voyer et Gynette Tremblay. Ces danses proviendraient d’un répertoire appelé « nouveaux reels », venant d’Angleterre, contrairement aux « anciens reels », comme les « reels à trois » et les « reels à quatre » qui sont d’origine écossaise. Pierre Chartrand, ethnologue en danse, souligne que le brandy serait plutôt arrivé au Québec par l’entremise de la tradition populaire des immigrants des îles britanniques. Jean-Pierre Joyal, ethnomusicologue, avance que le brandy dansé au Québec proviendrait d’une danse traditionnelle britannique appelé Drops of Brandy. Cette danse serait accompagnée d'une pièce musicale ternaire distinctive mesurée en 
. 
L’une des traces les plus significatives de la pratique du brandy au Québec se trouve dans la région de Saguenay, plus précisément dans l’ancien village de La Baie, maintenant annexé à la ville de Saguenay. Une collecte ethnographique menée par Normand Legault et Jean Trudel a eu lieu à cet endroit en 1973. Plusieurs groupes de danse traditionnelle ont interprété cette chorégraphie à partir de cette enquête.
Vers la fin du XXe siècle, l'interprétation musicale du brandy se détache de la danse et se développe de manière autonome.

## Description

### Danse
Le brandy consiste à exécuter des figures de « reel à trois » et de « reel à quatre » dans une contredanse. Généralement composée de quatre couples, la danse met en valeur un couple actif, c’est-à-dire qu’un couple à la fois exécute des figures plus élaborées, tandis que les autres couples dansent plus discrètement dans la contredanse. La danse est « giguée » du début à la fin. Le « frotté-doublé » est l’un des pas de prédilection de cette danse.   
Les Danseurs et musiciens de l'Île Jésus dansent le brandy dans le cadre des Soirées de musiques et danses traditionnelles au parc des Prairies, à Laval, tel que recensé par l'Inventaire des ressources ethnologiques du patrimoine immatériel.    

### Musique
La musique pour accompagner cette danse est composée de mesures en trois temps, c'est-à-dire des « pièces ternaires à subdivision binaire dont la battue est plus lente que pour la valse ». Il s’agit de pièces musicales en 
 ou en 
 et parfois en 
. Au Canada français, La grande gigue simple, aussi appelée la Gigue de la Rivière Rouge (ou Red River Jig) chez les peuples métis de l’Ouest canadien, en est un exemple. Le brandy interprété par l'accordéoniste Philippe Bruneau est un autre exemple d'une pièce musicale en trois temps. 
Certaines pièces musicales portant le nom de brandy ne se mesurent pas nécessairement en 
 ou en 
. Les cas du Brandy XXX, de J.O. et Marcel La Madeleine et du Brandy du Richelieu d'Albert, Gisèle et Michel La Madeleine, respectivement mesurés en 
 et en 
, témoignent de cette exception. Inversement, certaines pièces en 
 et en 
 ne portent pas forcément le nom de brandy, comme le Reel de Windsor Mills de l'harmoniciste Louis Blanchette. 
L'interprétation musicale des brandys n'est pas destinée a priori pour accompagner la danse. La grande gigue simple du Lac-Saint-Jean interprétée par Louis « Pitou » Boudreault dans le film Le reel du pendu réalisé par André Gladu en 1976 est un exemple. Il en est de même pour son interprétation du Brandy des Vaillancourt lors du Festival des arts traditionnels de Rennes la même année. Il est toutefois possible d'apercevoir le violoneux jouer cette même pièce pour la danse dans l'un des films de la série Le son des Français d'Amérique, réalisé par Michel Brault et André Gladu. 
Certains spécialistes en danse insistent sur le caractère distinctif du terme brandy associé uniquement à la danse. Le terme « reel en trois temps » est donc également utilisé pour appeler la musique accompagnant le brandy, ou celles mesurées en 
, en 
, en 
 ou en 
.   

## Danses notables
- Brandy frotté[6]
- Brandy Cavendish[16]

## Pièces musicales notables
Voici quelques exemples de pièces de type Brandy, en commençant par les différentes versions de la mélodie traditionnellement associée à ce nom :
- Le brandy[10],[17]
- Le brandy, version d'Henri Landry[8]
- Le brandy de Xavier Dallaire[18]
- Le brandy des Vaillancourt[15]
- Brandy de William Gagnon[19]
- Brandy de Kedgwick[19]
- Brandy XXX[12]
- Brandy du Richelieu[13]
- Brandy du Lac-Saint-Jean[20]
- Brandy des Glorieux[19]

Autres pièces traditionnellement en 
 :
- La grande gigue simple[21]
- La grande gigue simple du Lac-Saint-Jean[22],[18]
- La rachouidine (répertoire d'Édouard Richard)[23]

Compositions récentes (après 1980) : 
- Le brandy culotté[24] (comp. Pascal Gemme, du groupe Genticorum)
- Brandy du P'tit docteur[25]
- Hommage à Guy Thomas  (comp. Philippe Bruneau)[26]
- Brandy Moïse (comp. Lisa Ornstein)[23]
- Désespoir de Brandy (comp. David Boulanger)[23]